# Автопогрузчик

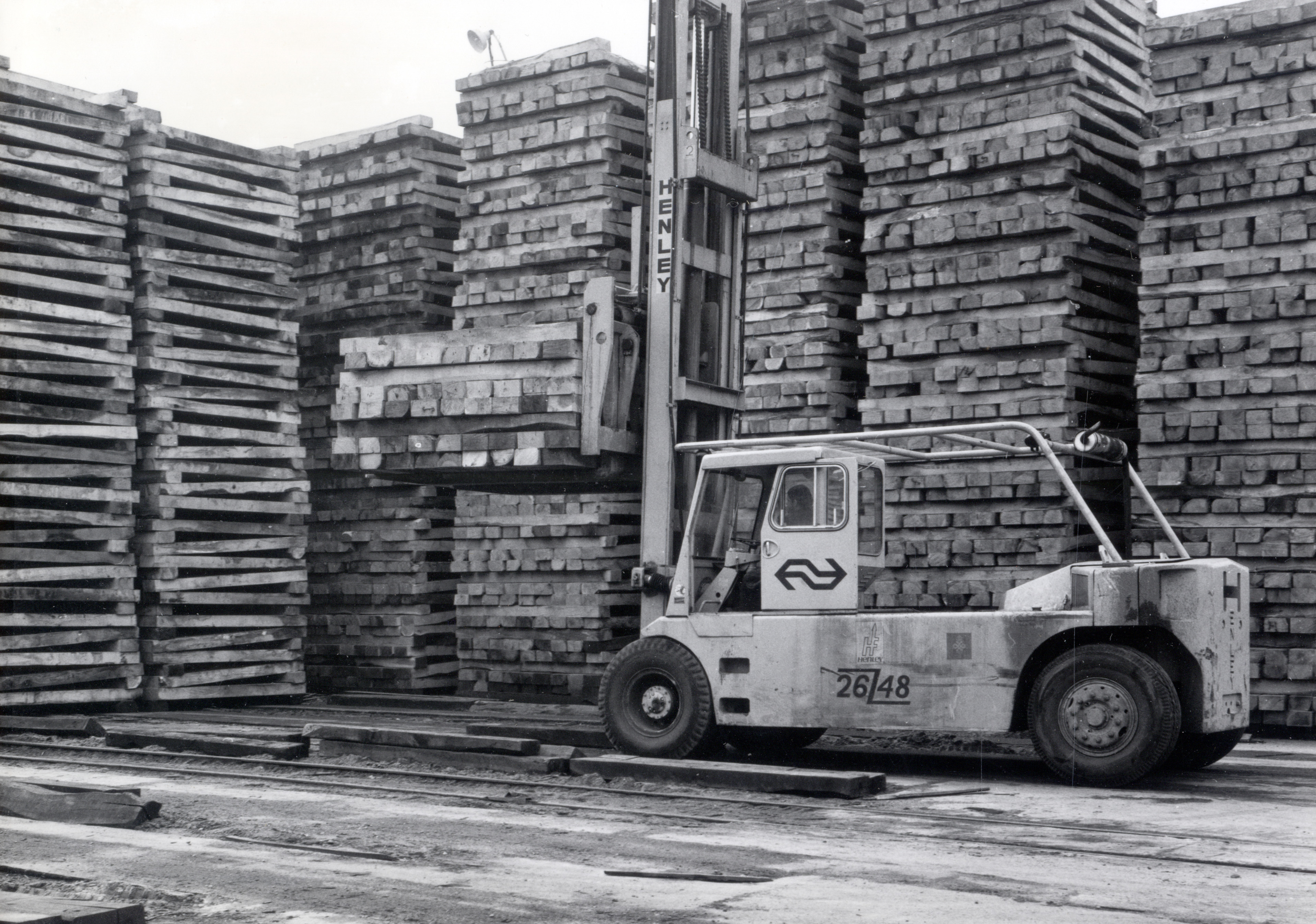
Автопогрузчик (1973 год)

Автопогру́зчик представляет собой подъёмно-транспортный механизм на собственном колёсном ходу. Поскольку нередко им приходится работать внутри помещений (складов, магазинов, гаражей и т. д.), то на смену автопогрузчикам с двигателями внутреннего сгорания, быстро приходят машины снабжённые электродвигателем (электропогрузчики).
Сфера их применения настолько широка, что описание заняло бы слишком много времени и места, но в основе это поштучный товар, либо товар собранный заранее (например, пиловочник, мешки с цементом или сахаром). Также погрузчик практически незаменим при сортировке товара (некоторые склады занимают километры в длину). Наиболее часто используются погрузчики с грузоподъемностью около 10 тонн, в противном случае он бы тратил слишком много ресурсов на транспортировку самих электрических батарей и быстро разряжался.
Главная деталь погрузчика — грузоподъемник, который, как правило, состоит вертикальной рамы внутри которой движется каретка. В зависимости от назначения автопогрузчики комплектуются устройствами захвата груза, вплоть до крановой стрелы. Неправильное крепление груза может привести к серьёзным последствиям.